# Łopatka

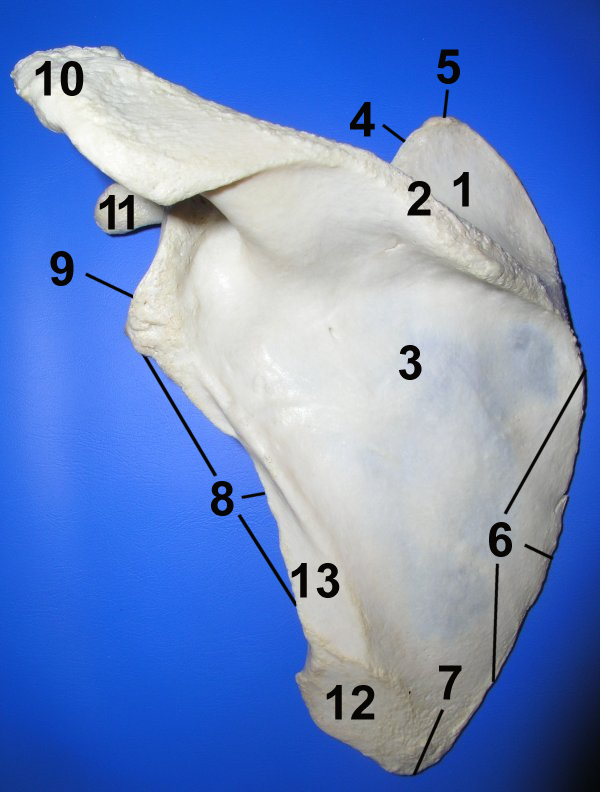
Lewa łopatka – powierzchnia tylna (fac. dorsalis). 1 – dół nadgrzebienowy; 2 – grzebień łopatki; 3 – dół podgrzebieniowy; 4 – brzeg górny; 5 – kąt górny; 6 – brzeg przyśrodkowy; 7 – kąt dolny; 8 – brzeg boczny; 9 – kąt boczny; 10 – wyrostek barkowy łopatki; 11 – wyrostek kruczy; 12 – miejsce przyczepu mięśnia obłego większego; 13 – miejsce przyczepu mięśnia obłego mniejszego

Łopatka (łac. scapula) – kość płaska, w przybliżeniu trójkątna. Wyróżnia się na niej powierzchnię przednią – żebrową i tylną – grzbietową.

## Funkcja
Wraz z obojczykiem tworzy obręcz kończyny górnej. Ponadto stanowi miejsce przyczepu mięśni, np. czworobocznego. U ssaków, u których kończyny przednie pełnią rolę podporowonośną (np. u konia) łopatka jest jedyną kością obręczy kończyny górnej. Dzieje się tak również u ssaków o kończynach pływnych. W wymienionych przypadkach łopatka jest znacznie rozrośnięta.
Łopatka za pomocą stawu ramiennego łączy się z kością ramienną, a z pomocą stawu barkowo-obojczykowego z obojczykiem.

## Budowa
Na łopatce wyróżnia się brzeg przyśrodkowy i brzeg boczny, tworzące wspólnie kąt dolny. Przednia, lekko wklęsła powierzchnia łopatki, pokrywa żebra od II do VII.
Na powierzchni grzbietowej znajduje się grzebień łopatki, który zaczynając się na brzegu przyśrodkowym, ciągnie się skośnie ku kątowi bocznemu, jako coraz bardziej wystająca listewka kostna. Grzebień łopatki, nie dochodząc do samego kąta kończy się spłaszczonym od góry ku dołowi wyrostkiem barkowym. W części żebrowej łopatki, poniżej wyrostka barkowego, znajduje się wyrostek kruczy. Jest to pozostałość po kości kruczej, bardzo dobrze rozwiniętej u ptaków.
U koni i świni pośrodku grzebienia łopatki występuje guz grzebienia łopatki. Przeżuwacze i mięsożerne mają grzebień łopatki zakończony wyrostkiem barkowym.

## Aspekt kliniczny u człowieka
U człowieka łopatka bardzo rzadko ulega złamaniu, chociaż jest to możliwe. Zazwyczaj dochodzi do tego podczas bezpośredniej przemocy lub podczas upadku z dużej wysokości. Złamania te są bardzo trudne do zdiagnozowania przez radiologów.
Łopatka skrzydlata jest to sytuacja, gdy łopatka nie znajduje się w prawidłowej pozycji, co może być spowodowane uszkodzeniem nerwów – piersiowego długiego lub dodatkowego, ewentualnie osłabieniem mięśni ustalających łopatkę.
Więzadło poprzeczne górne łopatki może kostnieć. Konsekwencją tego jest zmiana wcięcia łopatki w kanał kostny, co powoduje z kolei ucisk na nerw nadłopatkowy. Do najczęstszych objawów tego stanu należy osłabienie siły mięśniowej mięśni nadgrzebieniowego i podgrzebieniowego.